# Čierna (okres Trebišov)
Čierna (maďarsky Ágcsernyő, Csernyő) je obec na Slovensku v okrese Trebišov. Na území obce je chráněné ptačí území Medzibodrožie.

## Symboly obce
Podle heraldického rejstříku má obec následující symboly, které byly přijaty 8. března 2006. Na znaku je přírodní a zaměstnanecký motiv podle pečetidla z roku 1787.

### Znak
Ve stříbrném štítě na zelené trávě skákající černý kůň ve zlaté zbroji s červenou ohlávkou a uzdou.

### Vlajka
Vlajka má podobu pěti podélných pruhů bílého, červeného, černého, zeleného, žlutého. Vlajka má poměr stran 2:3 a ukončena je třemi cípy, tj. dvěma zástřihy, sahajícími do třetiny jejího listu.

## Historie
V roce 1930 zde stálo 95 domů a žilo 497 obyvatel, z toho jeden Čechoslovák, 6 Rusínů, 423 Maďarů a 33 Židů. Místní železniční zastávka se nazývala Čierna pri Čope.
Po 2. světové válce byla na území obce vybudována nová železniční stanice a v roce 1957 byla z této obce vyčleněna Čierna nad Tisou.